# گود میوزیک
گود میوزیک (به انگلیسی: GOOD Music) (به صورت نوشتاری: G.O.O.D. Music) (اصطلاحاً: Getting Out Our Dreams به معنی از رویاهایمان بیرون می‌آییم) ناشر موسیقی آمریکایی می‌باشد که در سال ۲۰۰۴ توسط رپر کانیه وست تأسیس گردید. این ناشر قراردادی طولانی مدت انحصاری و با توافقنامه با ناشر جهانی گروه موسیقی د آیلند دف جم را در سال ۲۰۱۱ امضا کرد. در سال ۲۰۱۲ اولین آلبوم گردآوری شده از این ناشر با عنوان تابستان ظالمانه منتشر شد. در ۲۰۱۵، کانیه، پوشا تی را رئیس این ناشر کرد.